# Sinotrichopeza taiwanensis
Sinotrichopeza taiwanensis är en tvåvingeart som först beskrevs av Yang 2006.  Sinotrichopeza taiwanensis ingår i släktet Sinotrichopeza och familjen Brachystomatidae.
Artens utbredningsområde är Taiwan. Inga underarter finns listade i Catalogue of Life.